# Glenachulish
Die Glenachulish ist eine Autofähre der Skye Ferry Community Interest Company. Sie verkehrt zwischen Glenelg in den schottischen Highlands und Kylerhea auf der Isle of Skye.

## Geschichte
Die Fähre wurde unter der Baunummer 529 auf der Werft Ailsa Shipbuilding Company in Troon für die Ballachulish Ferry Company in Fort Wiliam gebaut. Sie wurde in Fraserburgh registriert und nach der Ortslage bei Ballachulish bzw. der Schlucht im Beinn a’ Bheithir benannt. Eingesetzt wurde sie für die Querung des Loch Leven zwischen Ballachulish und North Ballachulish. Nachdem 1975 die Ballachulish-Brücke im Verlauf der A82 eröffnet worden war, wurde die Fährverbindung im Dezember des Jahres eingestellt. Die Fähre wurde anschließend vom Highland Regional Council in Corran am Loch Linnhe, Kylesku am Loch a’ Chàirn Bhàin und Inverness am Beauly Firth eingesetzt. Nach der Eröffnung der 1982 im Verlauf der A9 fertiggestellten Kessock-Brücke wurde die Fähre außer Dienst gestellt.
1983 wurde die Fähre an Murdo Mackenzie verkauft, der sie über die Meerenge Kyle Rhea zwischen dem schottischen Festland und der Insel Skye einsetzte. Nachdem Murdo Mackenzie den Fährbetrieb Ende der 1980er-Jahre aufgab, wurde die Fähre erneut aus der Fahrt genommen. 1990 übernahm Roddy Macleod den Fährbetrieb und die Glenachulish verkehrte ab 1991 wieder auf der Strecke. Durch den Bau der Skye-Brücke im Jahr 1995 sowie die Aufhebung der Maut für die Benutzung der Brücke im Jahr 2004 geriet die Fährverbindung in finanzielle Schwierigkeiten. Roddy Macleod bot die Fähre daraufhin den Bewohnern von Glenelg an, die das Angebot jedoch nicht annahmen. Die im Februar 2006 gegründete Isle of Skye Community Interest Company übernahm schließlich den Fährbetrieb und gründete dafür die Skye Ferry Community Interest Company, welche die Fähre seit 2007 wieder im Sommerhalbjahr (von Ostern bis Oktober) auf der Strecke betreibt. Die Fähre wurde im ersten Jahr von Roddy Macleod gechartert, bevor im nächsten Jahr mit jeweils £ 60.000 aus dem Big Lottery Fund’s Growing Community Assets Scheme und vom Highlands & Islands Enterprise die nötigen Mittel zur Verfügung standen, die Fähre zu kaufen.
Die Fähre gilt als die letzte erhaltene Fähre ihrer Art. Sie ist Teil des schottischen Kulturerbes. Der Erhalt der Fähre wird unter anderem von einer Stiftung unterstützt.

## Technische Daten
Die Fähre wird von einem Sechszylinder-Dieselmotor von English Electric Diesels mit 180 PS Leistung angetrieben. Der Motor wirkt auf einen Propeller. Die Fähre erreicht eine Geschwindigkeit von 9 Knoten.
Die Fähre besteht aus dem Rumpf und einem ganz am Heck aufgesetzten Steuerhaus, das auch Aufenthaltsraum für die Besatzung ist. Auf dem Deck befindet sich ein auf einem Drehteller angebrachtes Fahrzeugdeck mit klappbaren Rampen an beiden Enden. Nach dem Anlegen der Fähre an der landseitigen Rampe wird das Fahrzeugdeck von der Besatzung manuell in eine Position gedreht, die es den beförderten Fahrzeugen erlaubt, die Fähre vorwärts zu verlassen. Auf dem Fahrzeugdeck können sechs Pkw befördert werden. Die Fähre wird von bis zu fünf Besatzungsmitgliedern betrieben.
Das Steuerhaus wurde vor Saisonbeginn 2017 ersetzt.